# Großsteingräber bei Lütjenbrode
Die Großsteingräber bei Lütjenbrode sind drei megalithische Grabanlagen der jungsteinzeitlichen Trichterbecherkultur bei Lütjenbrode, einem Ortsteil von Großenbrode im Kreis Ostholstein in Schleswig-Holstein. Sie tragen die Sprockhoff-Nummern 265–267.

## Lage
Grab 1 befindet sich nördlich von Lütjenbrode auf einem Feld nahe am Strand der Ostsee. Die Gräber 2 und 3 befinden sich 1,6 km ostnordöstlich, ebenfalls nahe am Strand und direkt an einem Weg. Grab 3 liegt 60 m östlich von Grab 2. 2,6 km nordöstlich von Grab 3 liegen die Großsteingräber bei Großenbrode.

## Beschreibung

### Grab 1
Die Anlage besitzt eine ost-westlich orientierte ovale Hügelschüttung mit einer Länge von 10 m, einer Breite von 5,5 m und einer erhaltenen Höhe von 1,5 m. Bei der ebenfalls ost-westlich orientierten Grabkammer handelt es sich vermutlich um einen Großdolmen mit einer Länge von etwa 5,5 m und einer Breite von 1,3 m. Es sind fünf Wandsteinpaare an den Langseiten. Die Abschlusssteine an den Schmalseiten und die vermutlich fünf Decksteine fehlen. An die beiden östlichen Wandsteine schließt sich ein Paar kleinerer Steine an, dessen genaue Funktion unklar ist.

Grab 1
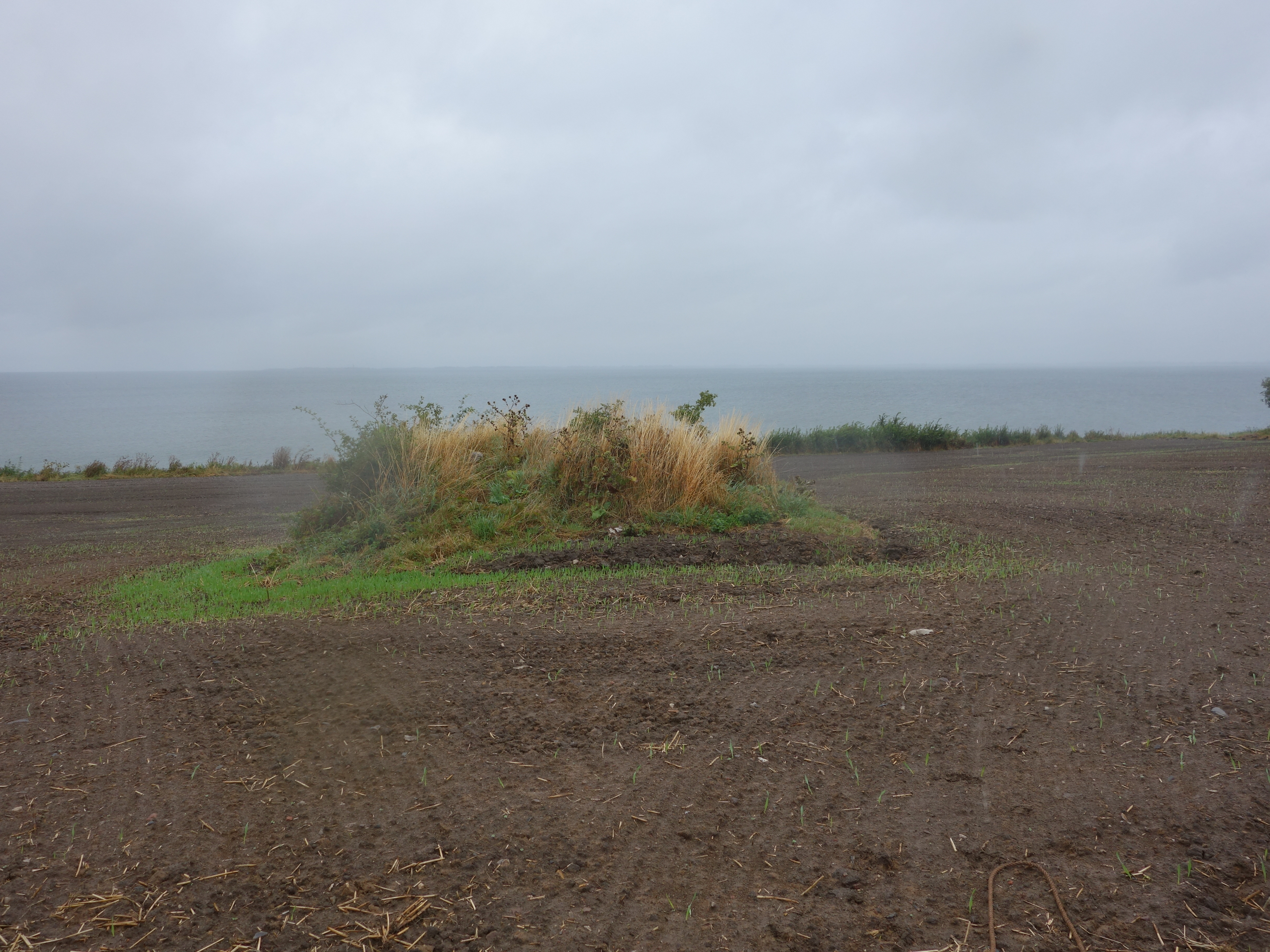
Südseite
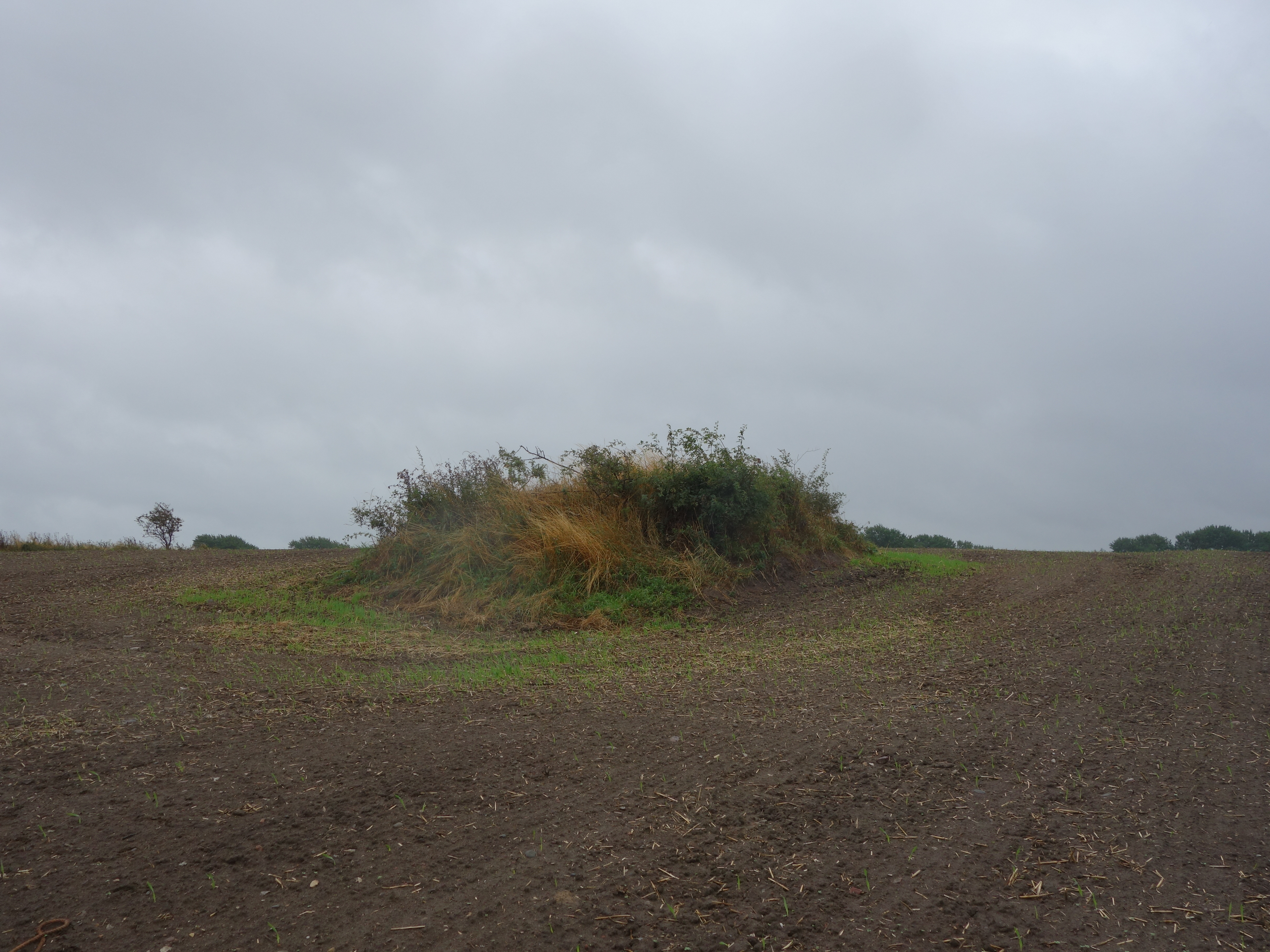
Nordseite
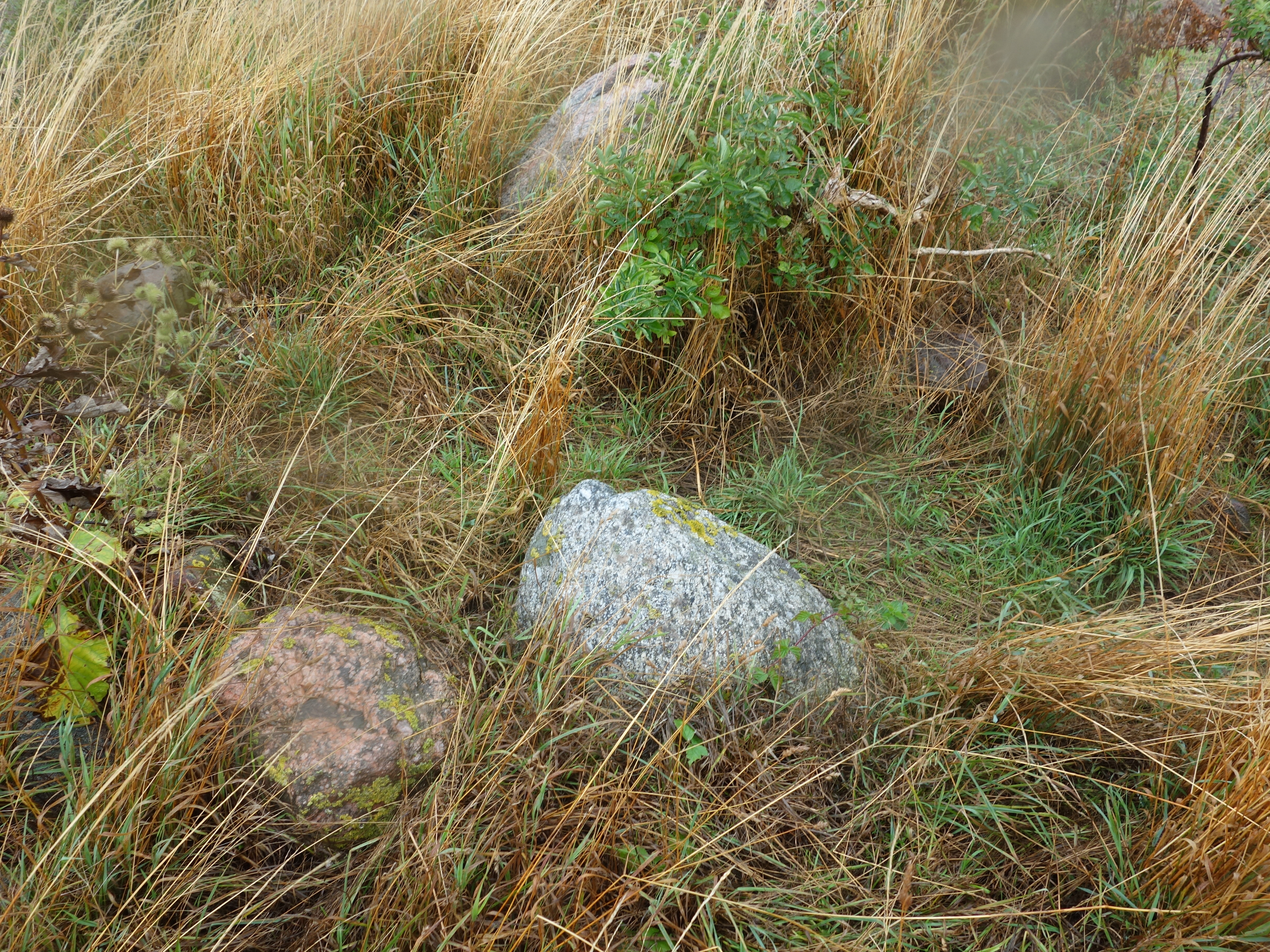
Detailansicht

### Grab 2
Diese Anlage besitzt eine runde Hügelschüttung mit einem Durchmesser von 10 m und einer erhaltenen Höhe von 0,7 m. Hierauf liegen sieben Steine einer stark gestörten, vielleicht ost-westlich orientierten Grabkammer. Bei fünf Steinen scheint es sich um Bruchstücke gesprengter Decksteine zu handeln. Zwei Steine interpretierte Sprockhoff als mögliche Wandsteine. Die genauen Maße und der Typ der Kammer sind ohne eine Grabung nicht bestimmbar.

Grab 2
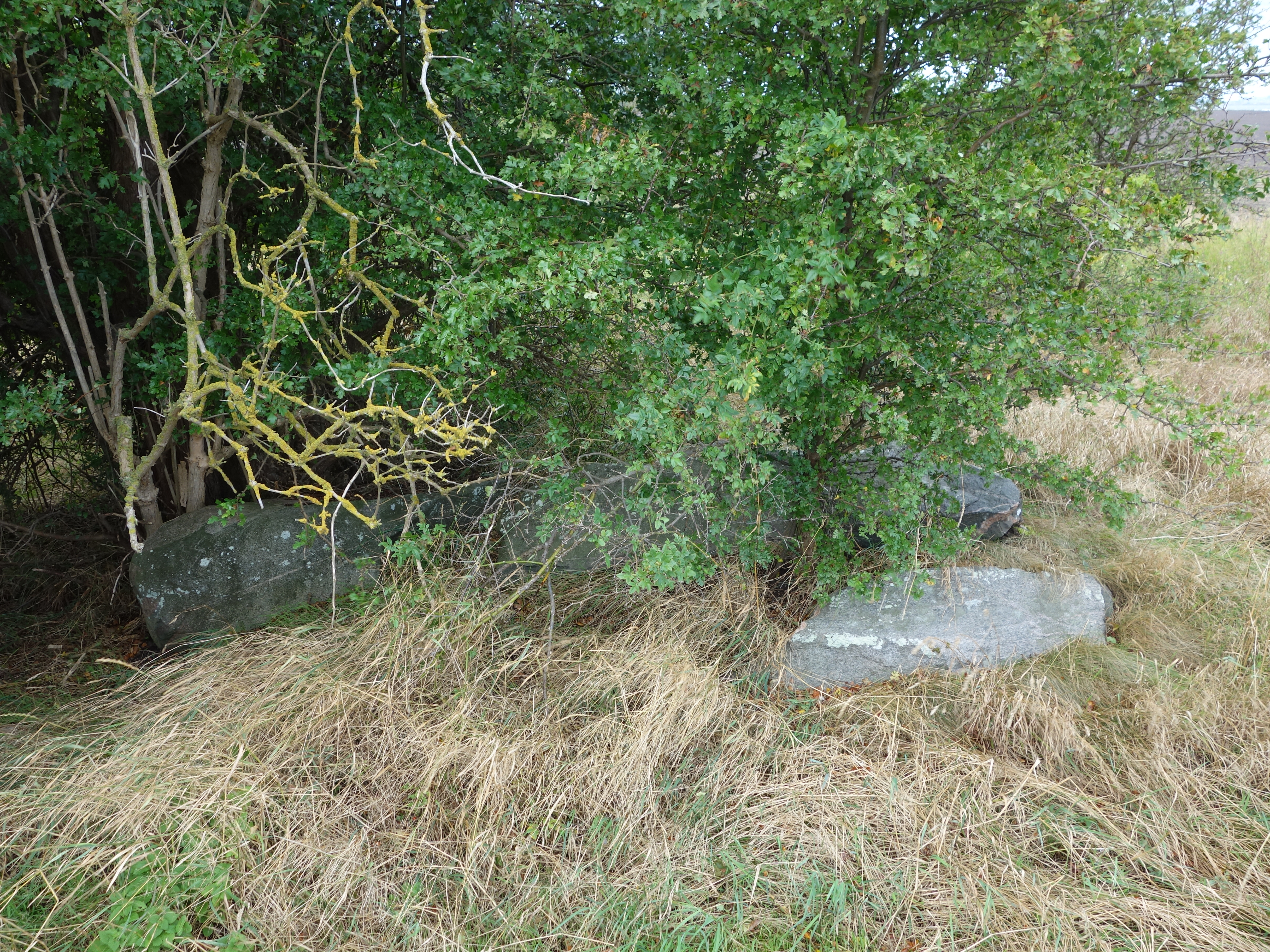
Detailansicht 2
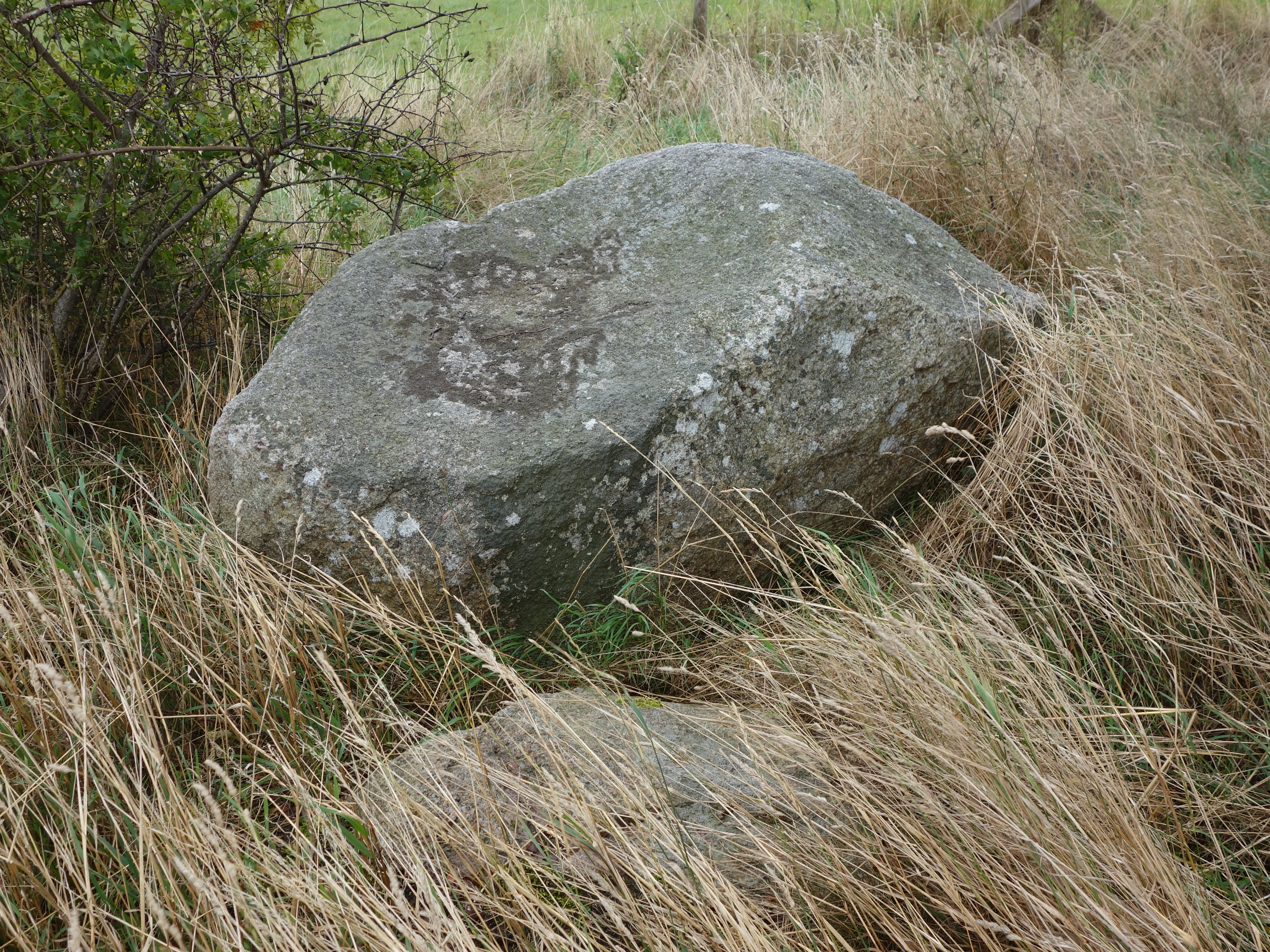
Detailansicht 1
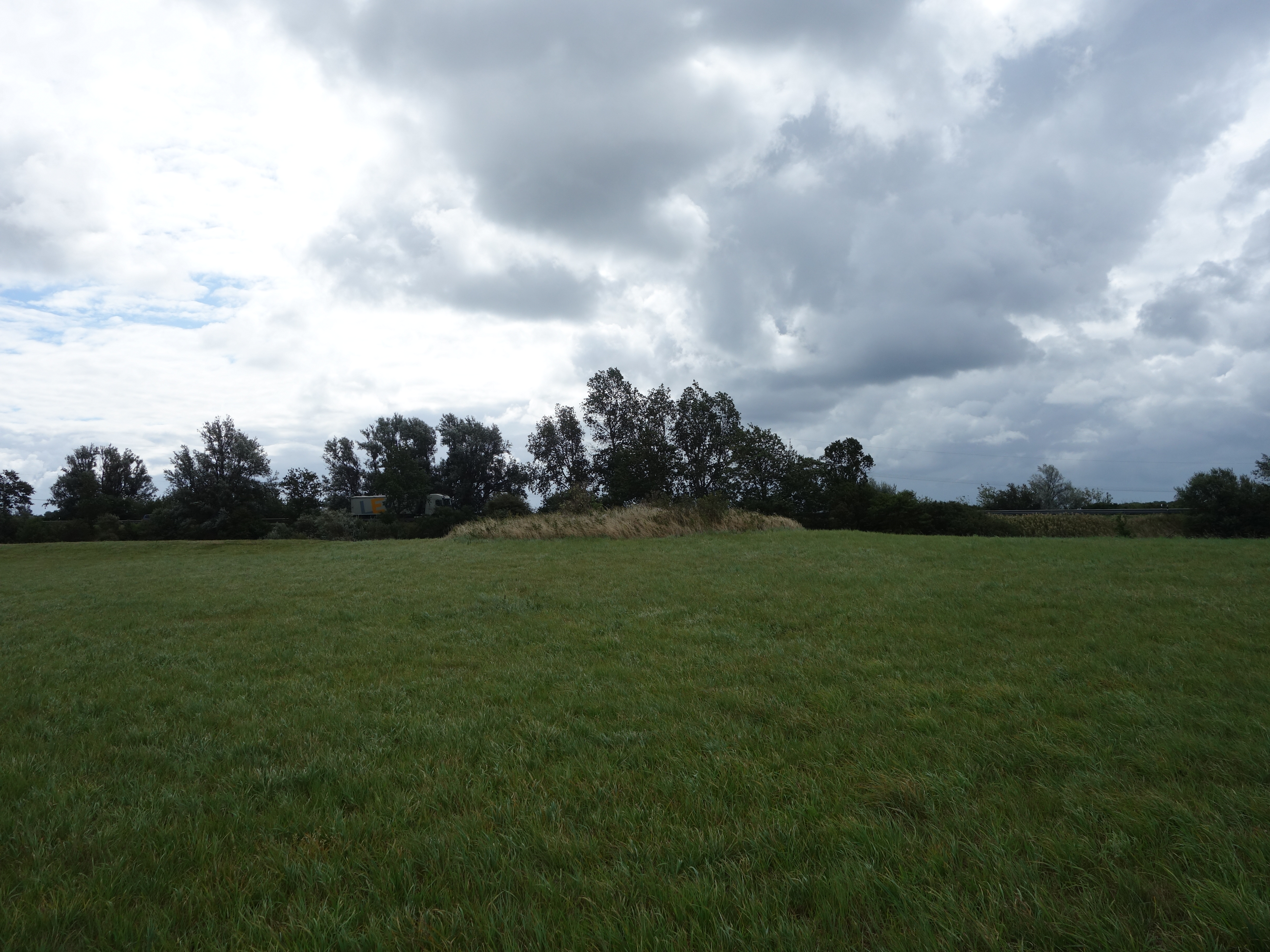
Ostseite
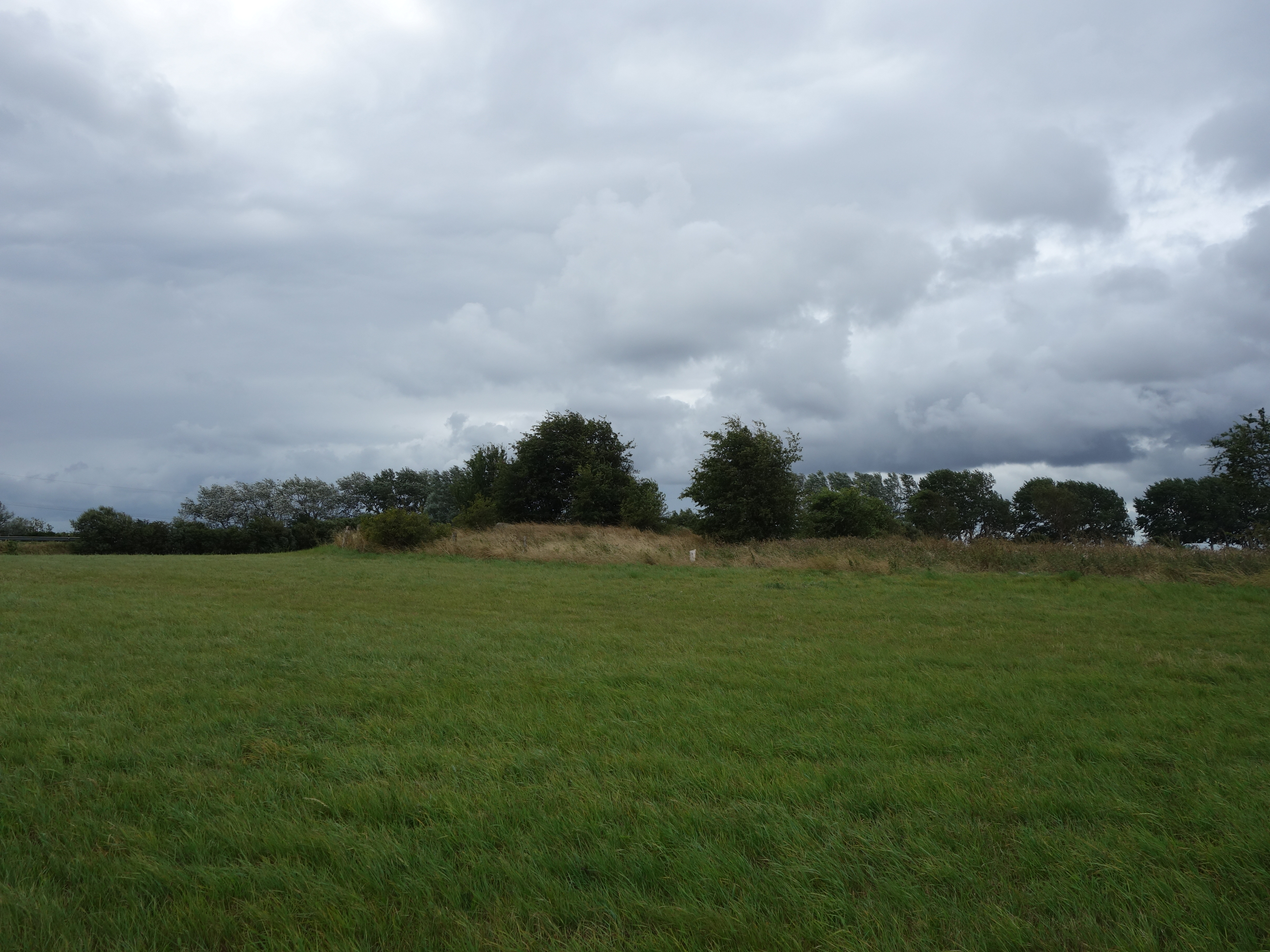
Nordseite

### Grab 3

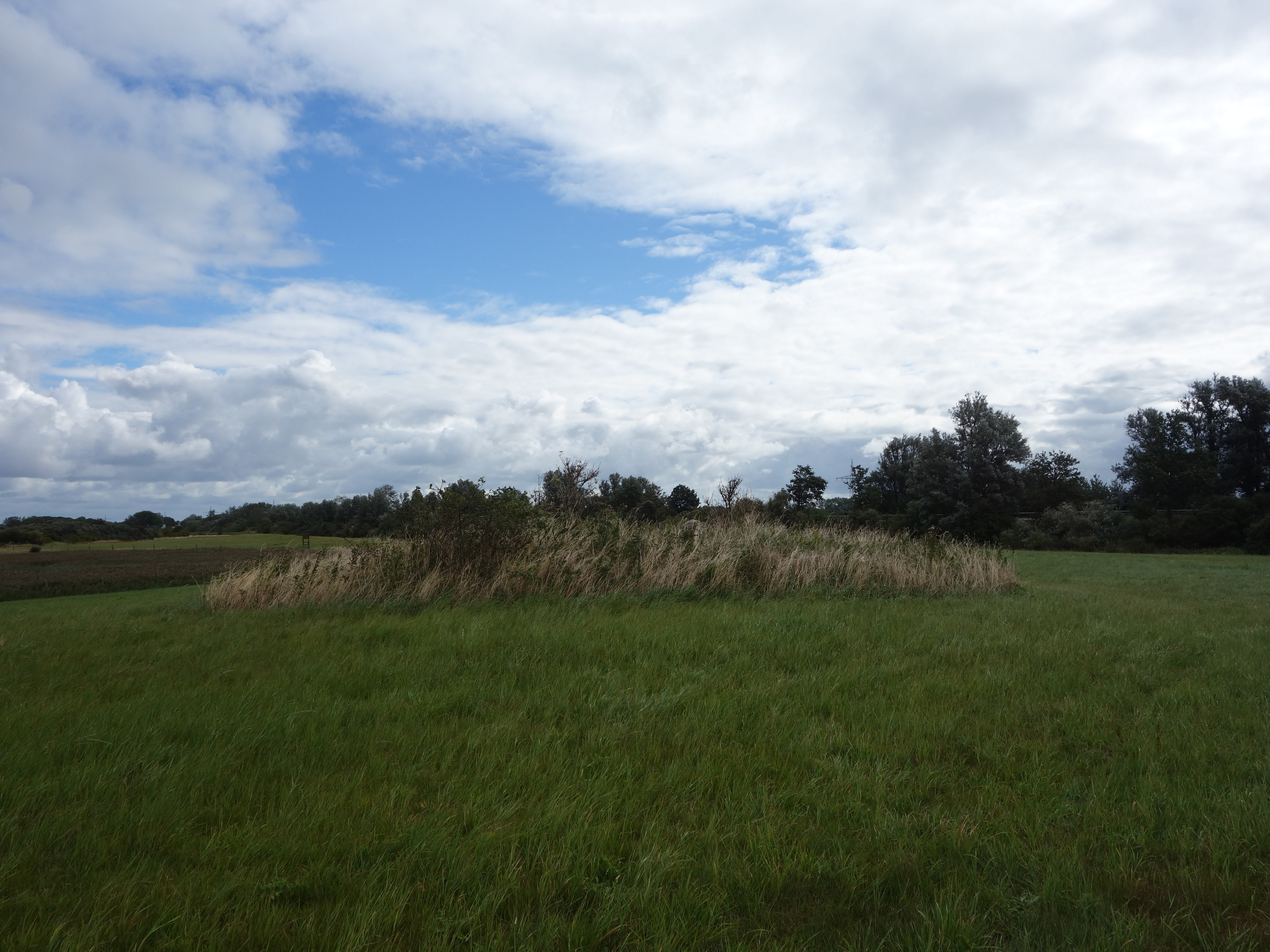
Grab 3, Ansicht Westseite

Diese Anlage besitzt eine leicht ovale Hügelschüttung mit einer Länge von 10 m und einer Breite von 9 m. Bei der ost-westlich orientierten Grabkammer handelt es sich um ein Ganggrab vom Untertyp Holsteiner Kammer mit einer Länge von 5,5 m und einer Breite von 1,5 m. Es sind vier Wandsteine an der nördlichen und fünf an der südlichen Langseite, der östliche Abschlussstein und ein nicht genau bestimmbarer Stein nordwestlich der Kammer erhalten. Der östliche Abschlussstein und die anschließenden vier Wandsteine der Südseite stehen noch in situ. Der fünfte Stein der Südseite ist gesprengt und umgefallen. Die nördlichen Wandsteine sind verschoben. Der westliche Abschlussstein fehlt. Von den ursprünglich wohl vier Decksteinen konnte Sprockhoff 1933 nur noch ein außerhalb der Kammer liegendes großes Bruchstück des östlichsten feststellen. Dieses ist mittlerweile auch verschwunden. Der zweite und dritte Wandstein der Südseite sind quergestellt und bilden den ursprünglichen Zugang zur Kammer. Ihnen ist ein Gang mit einem Wandsteinpaar vorgelagert. Ein Deckstein ist hier nicht erhalten. Der Gang hat eine Länge von 2 m und eine Breite von 0,6 m. 

Grab 3
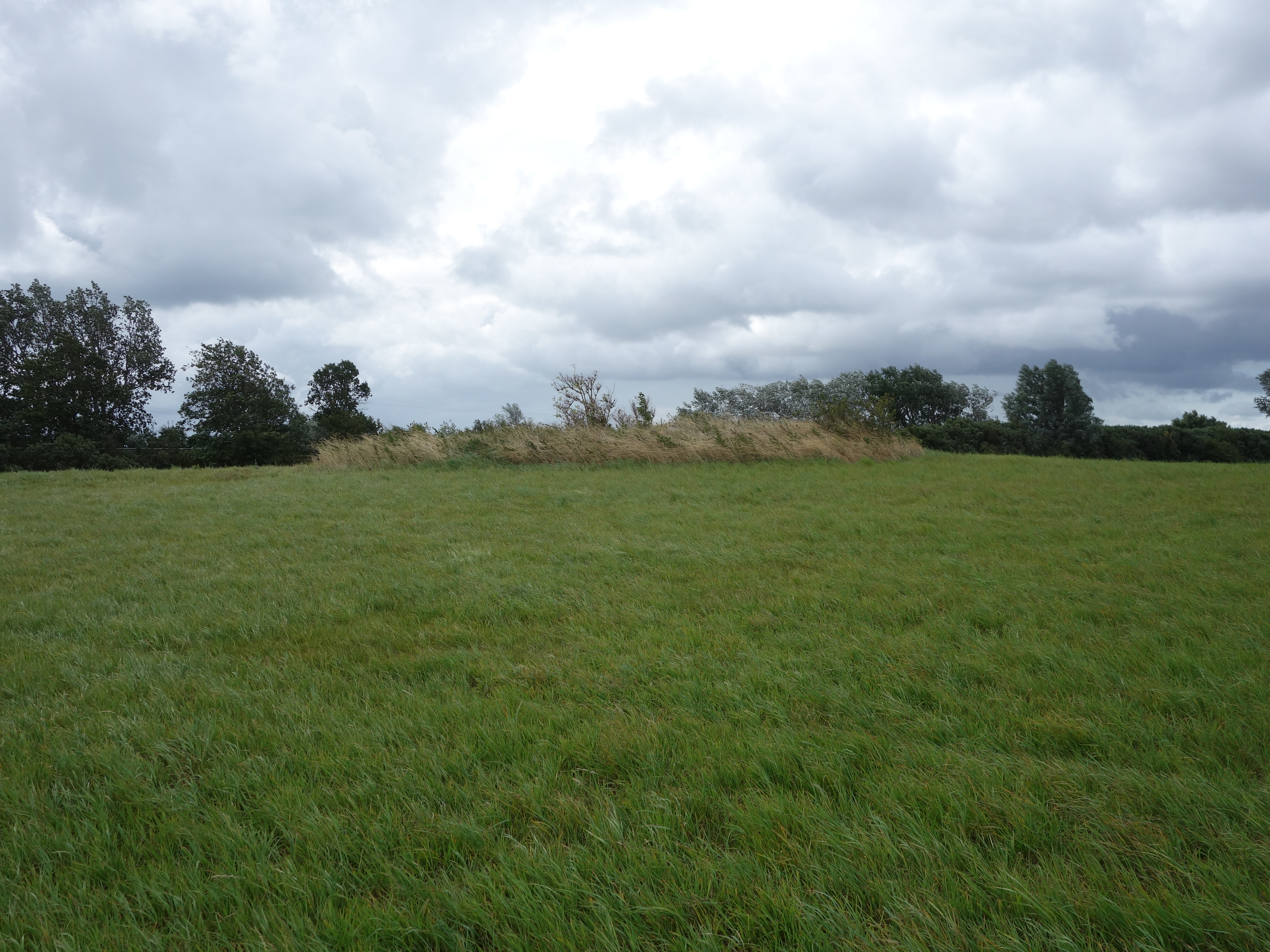
Nordseite
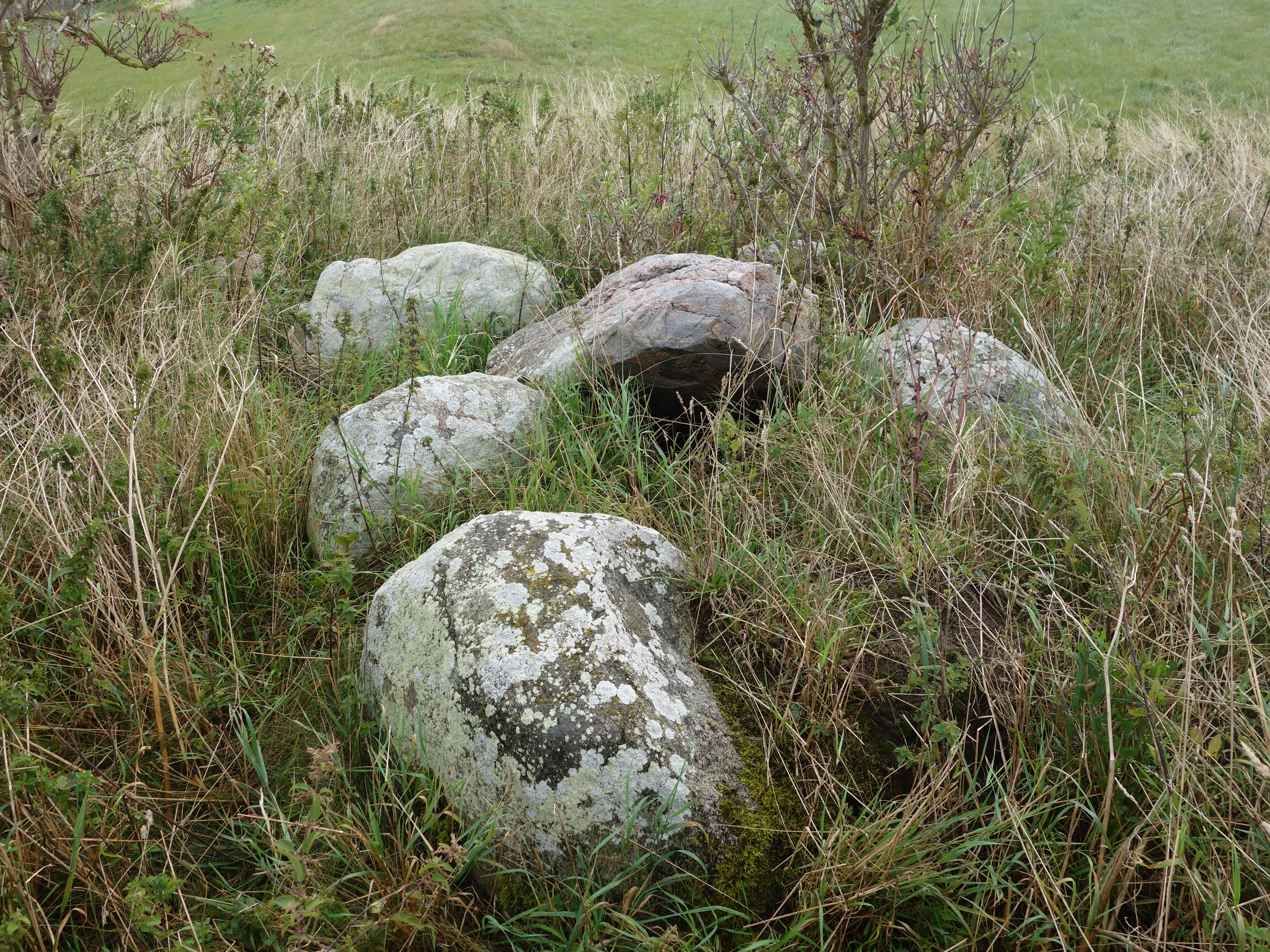
Detailansicht 1
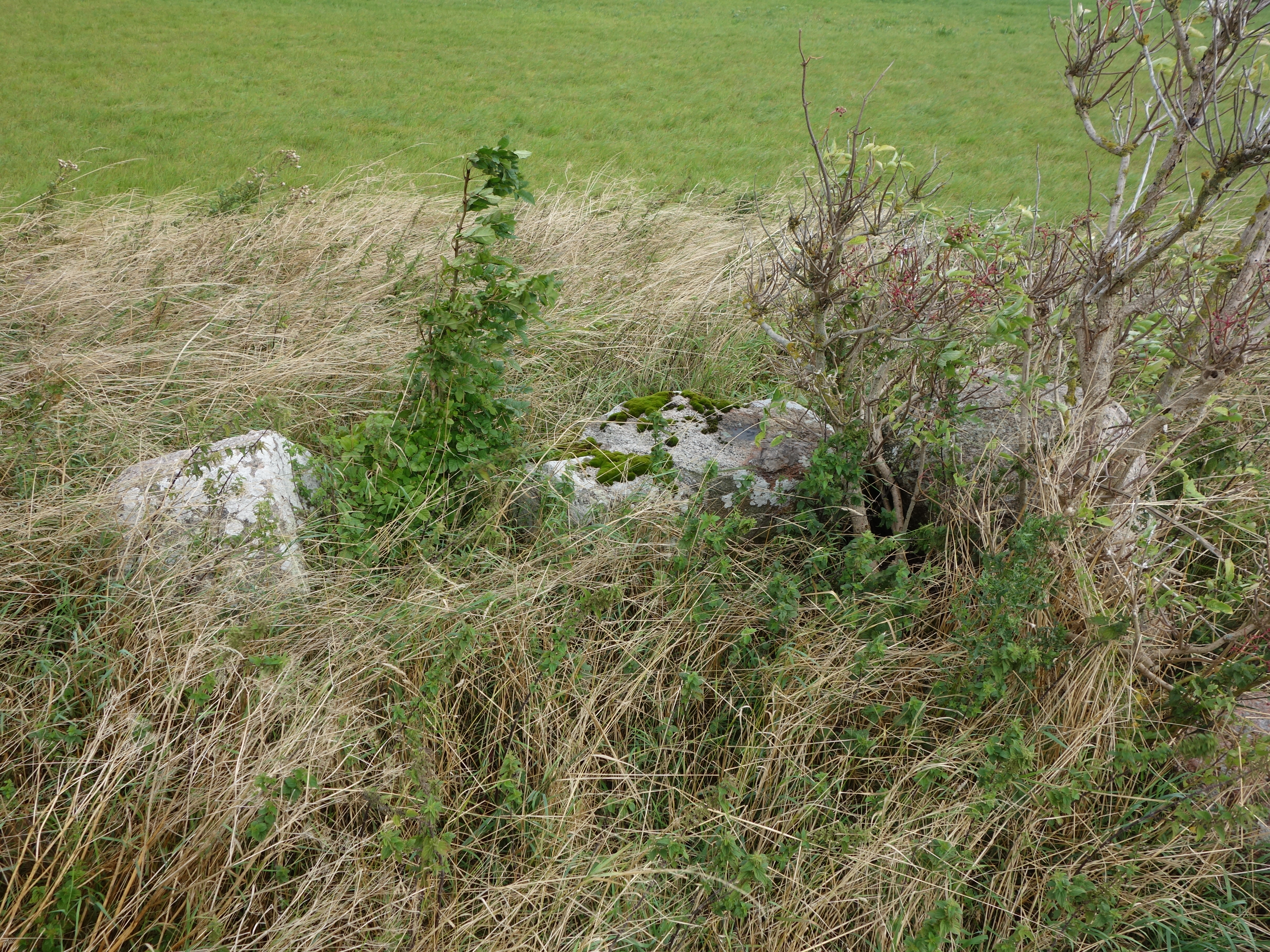
Detailansicht 2